# Burg Pürgl
Die Burg Pürgl (abgeleitet von Pürglein, d. h. kleine Burg) ist eine abgegangene mittelalterliche Höhenburg auf 469 m ü. NN über dem Elisabethszeller Bach östlich von Pürgl, einem Gemeindeteil der Gemeinde Neukirchen im Landkreis Straubing-Bogen in Bayern. Die Anlage wird als Bodendenkmal unter der Aktennummer D-2-6942-0001 als „Burgstall des Mittelalters“ geführt. 

## Geschichte
Die Burg wurde 1331 erbaut. Die frühen Besitzer waren die Ursenpecken; diese  besaßen im Kloster Oberalteich bis Ende des 15. Jahrhunderts eine eigene Familiengrablege. Danach war der ehemalige Landrichter von Straubing, Leopold von Rehlingen, Inhaber der Hofmark († 1693). Danach wurde sein Sohn Adam Leopold Erbe beider Hofmarken. Dieser ließ die in die Jahre gekommene Kirche von Pürgl durch den heutigen Bau ersetzen. 1739 war Maximilian Alois Freiherr von Asch (* 1678), seit 1709 mit Maria Anna Sidonia Freiin von Hörwarth verheiratet, Hofmarksherr von Pürgl. Sein Sohn Joseph Leopold Alois Freiherr von Asch (1713–1802) hat den  Hofmarkssitz nicht mehr selbst bewohnt und so ist die Burg Pürgl im späteren 18. Jahrhundert allmählich verfallen.

## Beschreibung
Die Burg Pürgl bildet einen Burgstall auf einem schmalen Geländesporn zwischen dem Elisabethszeller Bach und dem Hackagraben. Dort erhebt sich ein künstlich geböschter und gesteilter Kegelstumpf mit einem Plateau von etwa 20 mal 30 m und mit einer an der Spitze vorgelagerten, etwas niedrigeren Terrasse. Der Burgkegel erhebt sich etwa 20 m über dem Talgrund. Zu dem nach Norden sich hinziehenden Höhenrücken ist die Anlage durch einen breiten, von einer Erdbrücke überquerten Graben abgetrennt.